# Eleccions generals de Guinea Bissau de 2014
Les eleccions presidencials de Guinea Bissau de 2014 van tenir lloc a Guinea Bissau el 13 d'abril de 2014, amb una segona ronda per a les eleccions presidencials celebrades el 18 de maig, ja que cap candidat va obtenir la majoria en la primera ronda. Diversos problemes logístics i retards provocaren que les eleccions es posposaren diverses vegades, i havien estat inicialment programades pel 24 de novembre de 2013 i després de 16 març de 2014. A la segona volta, José Mário Vaz va ser declarat president electe amb el 62% dels vots.

## Antecedents
Les eleccions van ser convocades com a resultat d'un cop militar en 2012 que va anul·lar les eleccions d'aquell any.
El 26 de febrer de 2014, el Consell de Seguretat de les Nacions Unides va instar govern de transició de Guinea Bissau a complir amb el pla electoral anunciat, advertint amb sancions contra els qui s'oposin al restabliment de l'ordre constitucional.
L'antic president Kumba Ialá va morir poques setmanes abans de les eleccions.

## Sistema electoral
El President serà elegit mitjançant el sistema de dues voltes, mentre que els 102 membres de l'Assemblea Nacional Popular seran elegits pel sistema de representació proporcional de 27 de circumscripcions. L'article 33 de la Llei Electoral de Guinea Bissau prohibeix la publicació d'enquesst d'opinió.

## Candidats i partits
Tretze candidats presidencials van ser confirmats pel Tribunal Suprem de Justícia, mentre que vuit candidats foren rebutjats.
El Tribunal va autoritzar quinze partits a participar en les eleccions de l'Assemblea Nacional Popular, però va rebutjar les sol·licituds d'altres set partits; el Congrés Nacional Africà, el Fòrum Cívic Guineà-Socialdemocràcia, el Partit Demòcrata per al Desenvolupament, el Moviment Democràtic Guineà, el Moviment Patriòtic, la Lliga Guineana per la Protecció Ecològica i el Partit per la Democràcia, el Desenvolupament i la Ciutadania.

## Results

### President
| Candidat                                                                                   | Partit                                                     | Primera volta | Primera volta | Segona volta | Segona volta |
| Candidat                                                                                   | Partit                                                     | Votes         | %             | Votes        | %            |
| ------------------------------------------------------------------------------------------ | ---------------------------------------------------------- | ------------- | ------------- | ------------ | ------------ |
| José Mário Vaz                                                                             | PAIGC                                                      | 257,572       | 40.89         | 364,394      | 61.92        |
| Nuno Gomes Nabiam                                                                          | Independent                                                | 156,163       | 24.79         | 224,089      | 38.08        |
| Paulo Gomes                                                                                | Independent                                                | 65,490        | 10.40         |              |              |
| Abel Incanda                                                                               | Partit de Renovació Social                                 | 43,890        | 6.97          |              |              |
| Mamadú Iaia Djaló                                                                          | Partit de la Nova Democràcia                               | 28,535        | 4.53          |              |              |
| Ibraima Sory Djaló                                                                         | Partit de Reconciliació Nacional                           | 19,497        | 3.10          |              |              |
| Antonio Afonso Té                                                                          | Partit Republicà per la Independència i el Desenvolupament | 18,808        | 2.99          |              |              |
| Helder Vaz Lopes                                                                           | Independent                                                | 8,888         | 1.41          |              |              |
| Domingos Quadé                                                                             | Independent                                                | 8,607         | 1.37          |              |              |
| Aregado Mantenque Té                                                                       | Partit dels Treballadors                                   | 7,269         | 1.15          |              |              |
| Luis Nancassa                                                                              | Independent                                                | 7,012         | 1.11          |              |              |
| Jorge Malú                                                                                 | Independent                                                | 6,125         | 0.97          |              |              |
| Cirilo Rodrigues de Oliveira                                                               | Partit Socialista                                          | 2,070         | 0.33          |              |              |
| Nuls/blancs                                                                                | Nuls/blancs                                                | 62,514        | –             | 18,053       | –            |
| Total                                                                                      | Total                                                      | 692,440       | 100           | 606,536      | 100          |
| Votants registrats/participació                                                            | Votants registrats/participació                            | 775,508       | 89.29         | 775,508      | 78.21        |
| Font: CNE Arxivat 2014-04-24 a Wayback Machine., CNE Arxivat 2014-05-21 a Wayback Machine. |                                                            |               |               |              |              |

### Assemblea Nacional Popular
| Partit | Vots    | %     | Escons | +/– |
| --- | ------- | ----- | ------ | --- |
| PAIGC | 281,408 | 47.98 | 57     | –10 |
| Partit de Renovació Social                                                                                 | 180,432 | 30.76 | 41     | +13 |
| Partit de la Nova Democràcia                                                                               | 28,581  | 4.87  | 1      | 0   |
| Partit de Convergència Democràtica                                                                         | 19,757  | 3.37  | 2      | +1  |
| Partit Republicà per la Independència i el Desenvolupament                                                 | 17,919  | 3.06  | 0      | –3  |
| Unió pel Canvi                                                                                             | 10,803  | 1.84  | 1      | +1  |
| Unió Patriòtica Guineana                                                                                   | 10,919  | 1.86  | 0      | 0   |
| Resistència de Guinea Bissau-Moviment Bafatá                                                               | 9,502   | 1.62  | 0      | Nou |
| Partit de la Reconciliació Nacional                                                                        | 7,903   | 1.35  | 0      | 0   |
| Partit del Manifest del Poble                                                                              | 4,101   | 0.70  | 0      | Nou |
| Partit Unit Social Democràtic                                                                              | 4,048   | 0.69  | 0      | 0   |
| Partit dels Treballadors                                                                                   | 3,659   | 0.62  | 0      | 0   |
| Partit Socialista                                                                                          | 3,480   | 0.59  | 0      | 0   |
| Partit Social Democràtic                                                                                   | 2,302   | 0.39  | 0      | 0   |
| Front Democràtic Social                                                                                    | 1,710   | 0.29  | 0      | 0   |
| Nuls/blancs                                                                                                | 100,352 | –     | –      | –   |
| Total | 686,876 | 100   | 102    | +2  |
| Votants registrats/participació                                                                            | 775,508 | 88.57 | –      | –   |
| Font: CNE Arxivat 2014-04-24 a Wayback Machine. (escons), CNE Arxivat 2014-04-24 a Wayback Machine. (vots) |         |       |        |     |